# Maikel
Maikel (Recife, Brazília, 1984. október 31. –) brazil labdarúgó, középpályás.
Jelenleg a C.D. Feirense játékosa.

## Sikerei, díjai
Magyar bajnokság bronzérmese: 2008-2009